# MassMutual Center
MassMutual Center je víceúčelová aréna nacházející se ve Springfieldu ve státě Massachusetts v USA. Otevření proběhlo v roce 1972, renovace proběhla v letech 2003 až 2005, kdy bylo přistavěno kongresové centrum. Aréna je domovským stadionem týmu AHL Springfield Thunderbirds, který je farmou týmu NHL Florida Panthers. V roce 2015 proběhla instalace nové LED technologie, která, kromě jiného, nahradila stávající ukazovatel skóre.